# 宮城県道195号前谷地停車場線
宮城県道195号前谷地停車場線（みやぎけんどう195ごう まえやちていしゃじょうせん）は、宮城県石巻市のJR石巻線 前谷地駅と宮城県道21号河南米山線とを結ぶ一般県道である。

## 路線概要
- 実延長：71.0 m
- 起点：前谷地駅
- 終点：宮城県石巻市前谷地

## 通過する自治体
- 宮城県
  - 石巻市

## 接続する道路
- 宮城県道21号河南米山線

## 周辺
- 仙台屋スーパー